# Honda N360
El Honda N360 es un Kei car diseñado y construido por Honda y producido a partir de marzo de 1967 hasta 1970, mientras que el N600 de tamaño más grande se comercializó hasta 1973. Después de un lavado de cara enero de 1970, el N360 se convirtió en el NIII360 y continuó en producción hasta 1972.
El coche se ofrecía con tracción delantera y un motor de cuatro tiempos y 2 cilindros refrigerado por aire, con una cilindrada de 354 cc, capaz de rendir 31 hp ( 23 kW), el cual fue tomado de la motocicleta Honda CB450. La cilindrada se redujo a fin de cumplir con la legislación del coche kei que estipulaba una cilindrada máxima de 360cc permitida. Este mismo motor también fue utilizado en el Honda Vamos, con un suspensión de ballesta trasera. El prefijo "N " se refiere a la palabra japonesa "norimono", que significa "vehículo" en inglés. Las dimensiones exteriores estaban en conformidad con las regulaciones del gobierno japonés en relación con los Kei car, sin embargo, los vehículos con motores de 402 cc y 599 cc eran demasiado grandes para la categoría, y fueron el principal destino de las ventas internacionales.

## Versiones

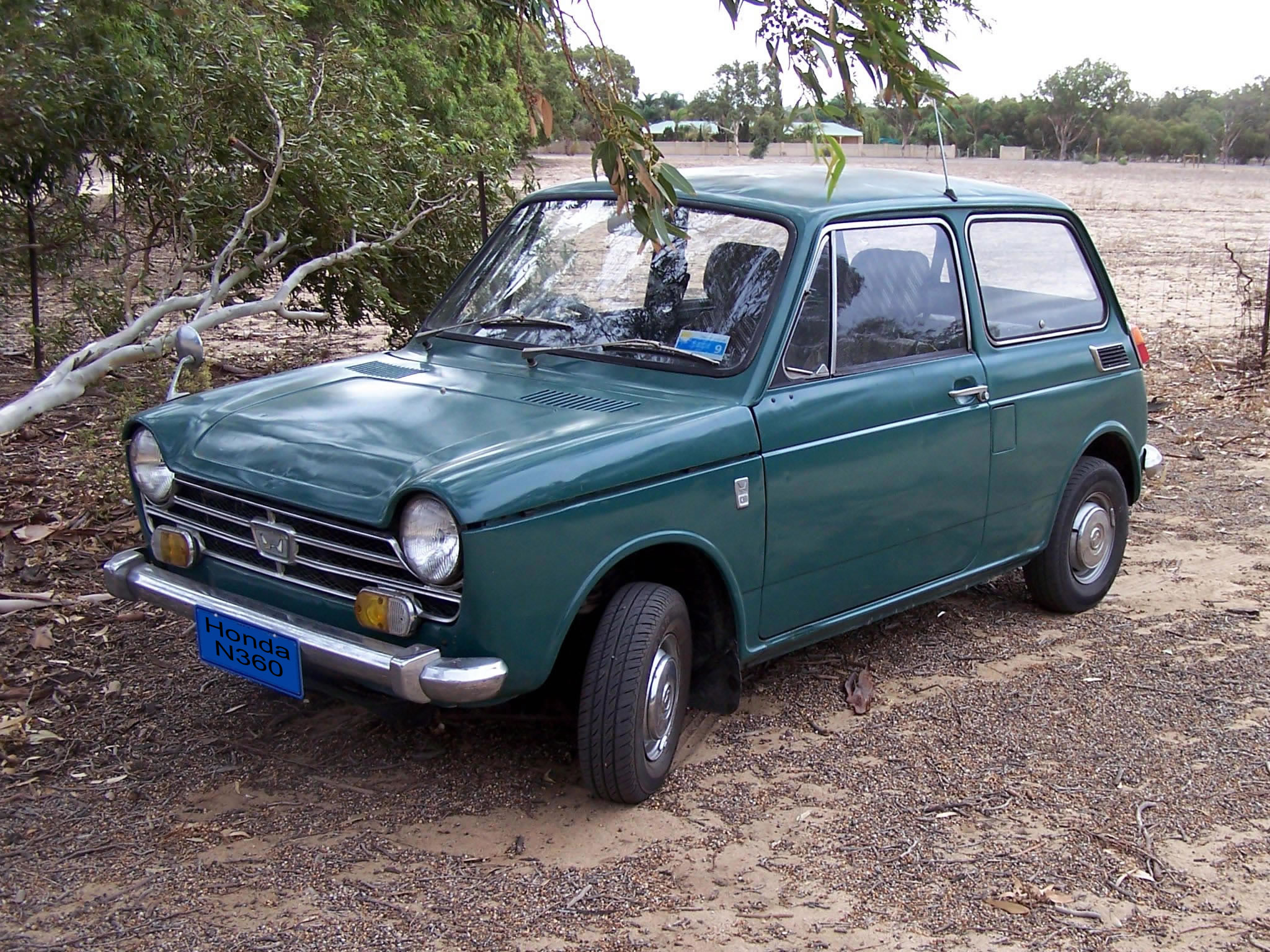
Honda N360

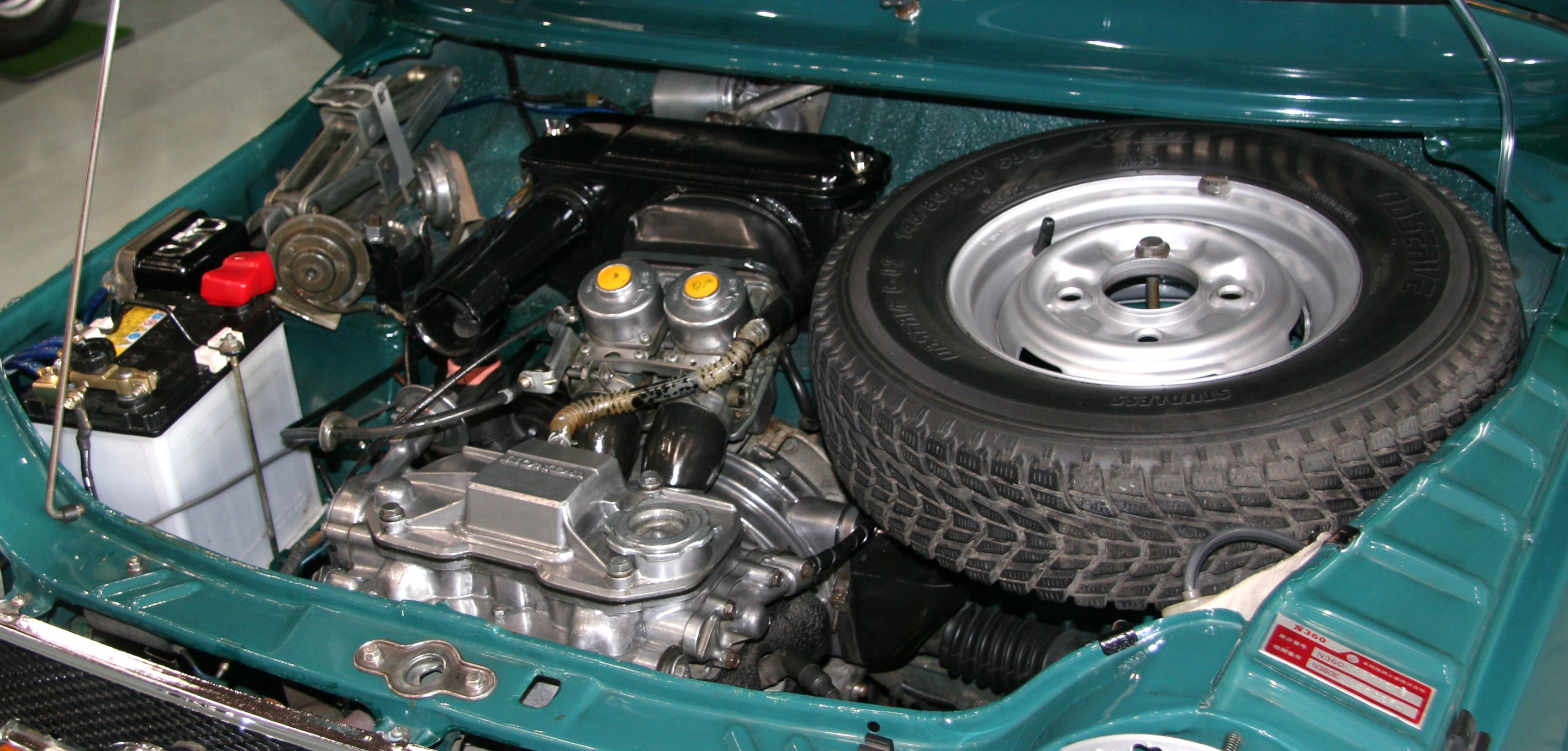
Honda N360 1969 refrigerado por aire

El estilo de la carrocería original era de dos puertas Sedán, con una de dos puertas Station Wagon (que se consideraba un vehículo comercial en Japón) llamado LN360 lanzado en junio de 1967. Se trataba de un producto totalmente nuevo y no compartía su chasis con el roadster Honda S600 o el Honda L700 comercial.
En octubre de 1968 se añadió un motor mejorado de 36 CV ( 27 kW) para el N360 T. Se utilizó un motor de 402 cc similar en el N400. Las especificaciones tecnológicas del motor reflejan los esfuerzos de ingeniería resultantes del desarrollo del Honda 1300 de mayor tamaño, que utiliza un motor 1.3 litros refrigerado por aire.
Una de las diferencias principales entre la N360 y el Life de Honda que siguieron fue que el N360/600 tenía un motor refrigerado por aire, y el Life tenía un motor refrigerado por agua. El motor refrigerado por agua estaba en mejores condiciones para cumplir con las normas de emisiones recién promulgadas en Japón y un alejamiento de refrigerado por aire y motor de dos tiempos. Como lo hace el Mini original el N360/600 tenía su caja de cambios montada en el colector de aceite en lugar de atornillado como una unidad separada.
El N360AT estaba equipado con la caja automática Hondamatic que apareció en agosto de 1968 y fue el primer coche kei equipado con una transmisión automática.

## N600
El N600 con un motor de mayor tamaño fue desarrollado junto al N360 con el fin de dirigirse a mercados de exportación, como EE. UU. y Europa, donde las autopistas permitían circular a mayor velocidad. Siete meses después de la prueba en carretera del N360, la revista británica Motor probó un N600 de Honda en noviembre de 1968. En esta prueba se alcanzó una velocidad máxima de 124.1 km/h (77.1 mph) y podía acelerar de 0-100 km/h en 19 segundos. Se logró un consumo de combustible de 7.8 L/100 km. El coche de prueba tenía un precio en el Reino Unido de 589£, impuestos incluidos, en el momento que el Mini 850 se vendía en 561£. Los probadores quedaron impresionados de tal rendimiento en un coche de 600 cc, pero también lo calificaron como "muy ruidoso cuando está en movimiento". Encontraron el Honda tan fácil de conducir y aparcar y 'muy bien equipado'. Las cifras de rendimiento ponen el coche cerca de la parte superior de su clase en la mayoría de los criterios, lo que refleja su relación potencia-peso muy favorable. El coche era 8.0 km/h más rápido (116 km/h) que la velocidad alcanzada por la revista rival Autocar en un N360 en mayo de 1968 y diez segundos más rápido que el N360 en alcanzar los 100 km/h (29,3 segundos) De acuerdo con su rendimiento más lento, el N360 apretó 3 millas adicionales a un galón de combustible, logrando una media de consumo de 7.17 L/100 km.

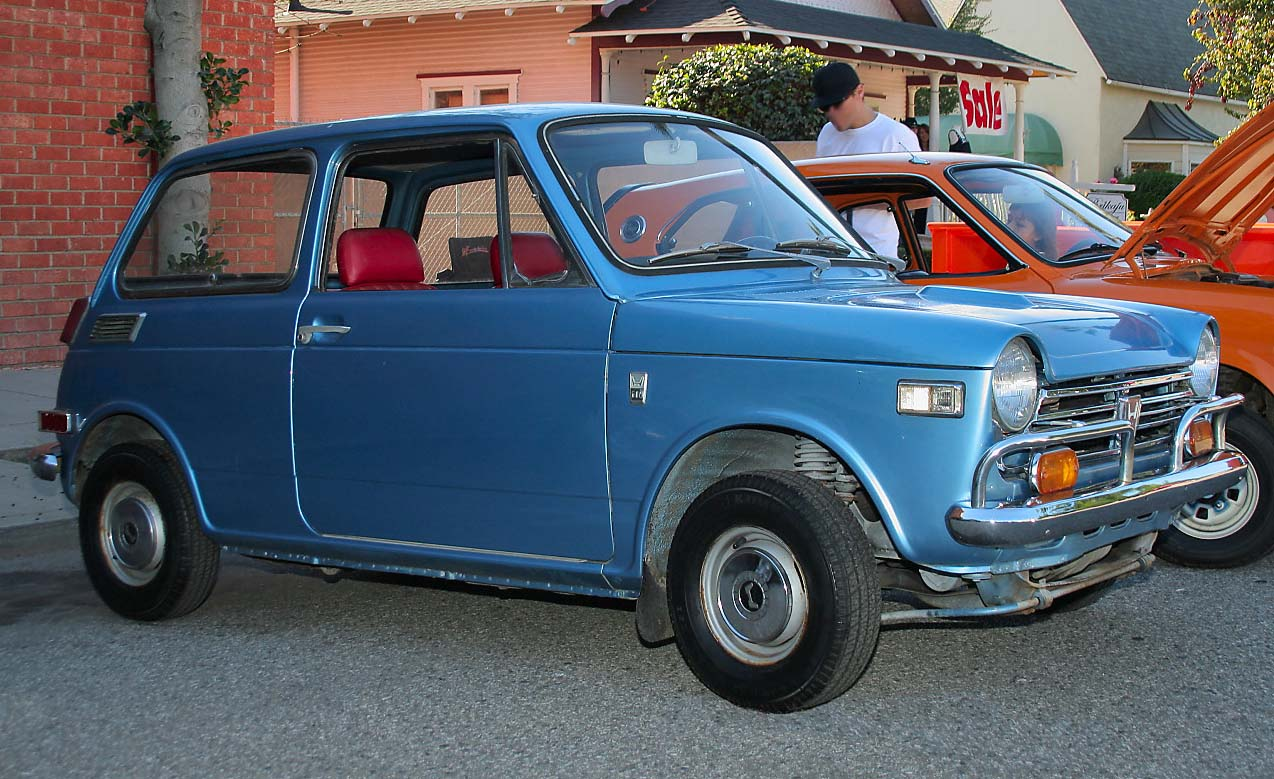
1970 Honda N600 (US)

El N600 fue introducido en los EE. UU. en 1969 como modelo para 1970 y fue el primer automóvil Honda en ser importado oficialmente a los Estados Unidos. Era tecnológicamente avanzado para su época, con un motor que podía alcanzar 9.000 rpm. La potencia del motor rondaba entre 36-45 CV ( 27-34 kW ) y capaz de alcanzar 130 km/h (81 mph). El motor de menor potencia llegó en 1972; con levas más suaves y menor compresión, que permitía una entrega de menos picos y una mayor facilidad de conducción. La entrega de rendimiento era sorprendentemente gracias a su ligero peso, alrededor de 550 kg (1100 libras), debido a unas dimensiones compactas y algunas partes de plástico (como la tapa del maletero). Los primeros frenos eran muy débiles, a pesar de tener discos delanteros y servofreno. La suspensión trasera era de tipo eje muerto con resortes de lámina.
El N600 (junto con el TN360 trucklet), fueron los primeros coches de Honda en ser montados fuera de Japón, con una producción en Taiwán por empresa conjunta local de Sanyang Industrial a partir de 1969. El N600 se llamaba Fu Gui, que significa "riqueza" en chino.

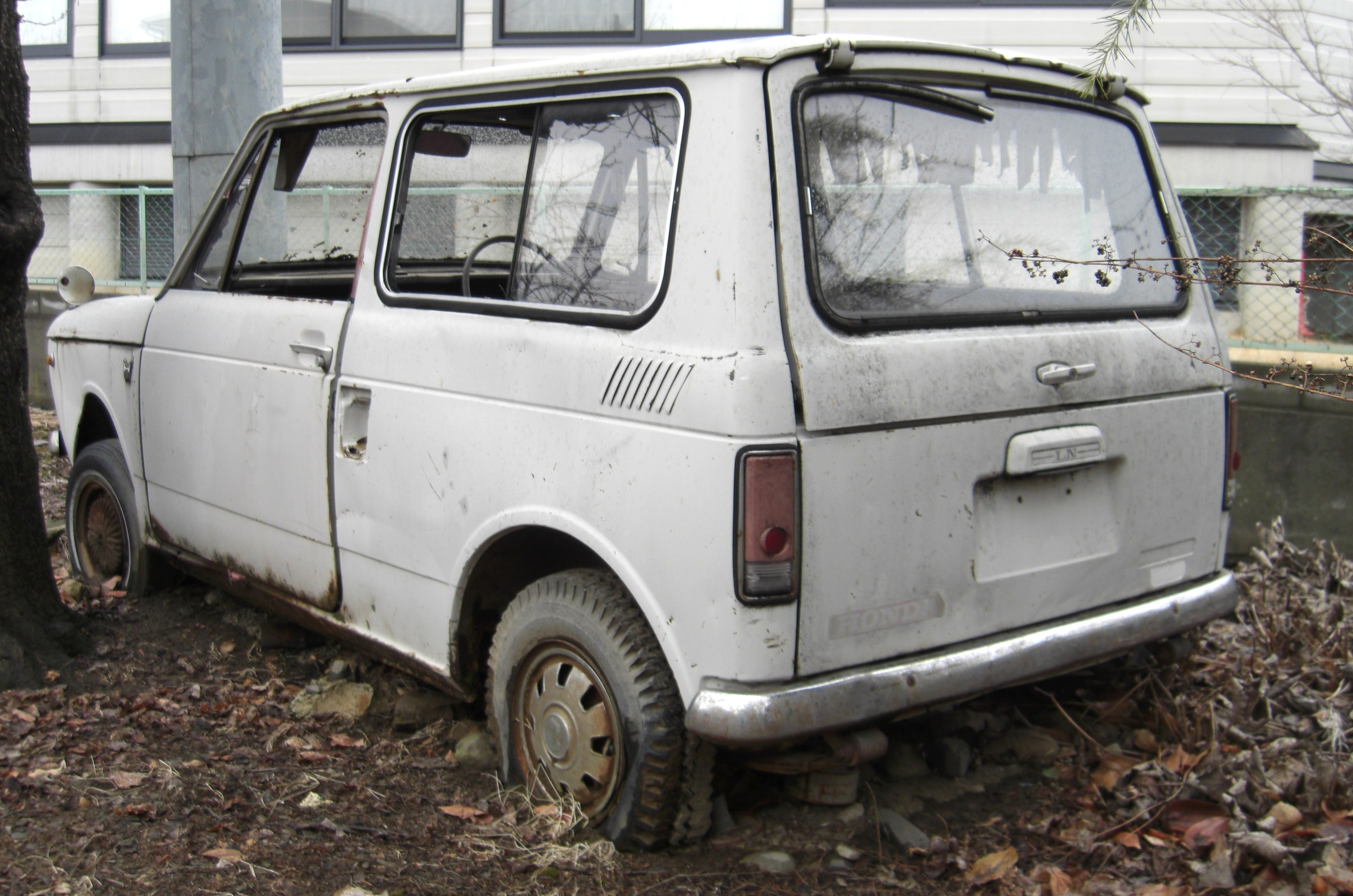
Honda LN360 Van

Las ventas en EE. UU. se detuvieron en 1972, en cuanto al más deportivo Honda Z600 (o Z, dependiendo del país), después de haber vendido cerca de 25.000 unidades. La primera generación del Honda Civic reemplazó estos pequeños coches un poco más acomodados para el sistema interestatal de carreteras americano.
Hubo una demanda presentada en marzo de 1972 contra Honda para la comercialización a sabiendas de un vehículo inseguro y defectuoso, el AN600. Glendon K. Dorsey Jr., en ese momento un ingeniero eléctrico de 32 años trabajando en el programa Apolo, quedó permanentemente incapacitado, que sufrió una lesión cerebral grave que lo dejó parcialmente paralizado y con deterioro neurológico importante debido al parabrisas inseguro que se estrelló contra su cabeza durante un accidente. En el curso del juicio, el abogado de Dorsey argumentó con éxito que los investigadores de seguridad de la compañía ignoraron evidencia alguna de que el soporte de parabrisas no era seguro. Los propios expertos en seguridad de la compañía de Honda produjeron películas que muestran que el parabrisas apoya en el vehículo de forma insegura. Después de una batalla legal de 8 años, Dorsey fue indemnizado con 6 millones de dólares en daños y perjuicios.